# Chiesa di Santa Margherita (Rovigo)
La chiesa di Santa Margherita Vergine e Martire è la parrocchiale di Sarzano, frazione di Rovigo, in provincia di Rovigo e diocesi di Adria-Rovigo; fa parte del vicariato di Rovigo.

## Storia
La presenza d'una chiesa a Sarzano è attestata già dal XIV secolo. Detta chiesa era filiale della pieve di Santo Stefano di Rovigo, dalla quale si rese autonoma al principio del XV secolo, venendo elevata al rango di parrocchia autonoma.

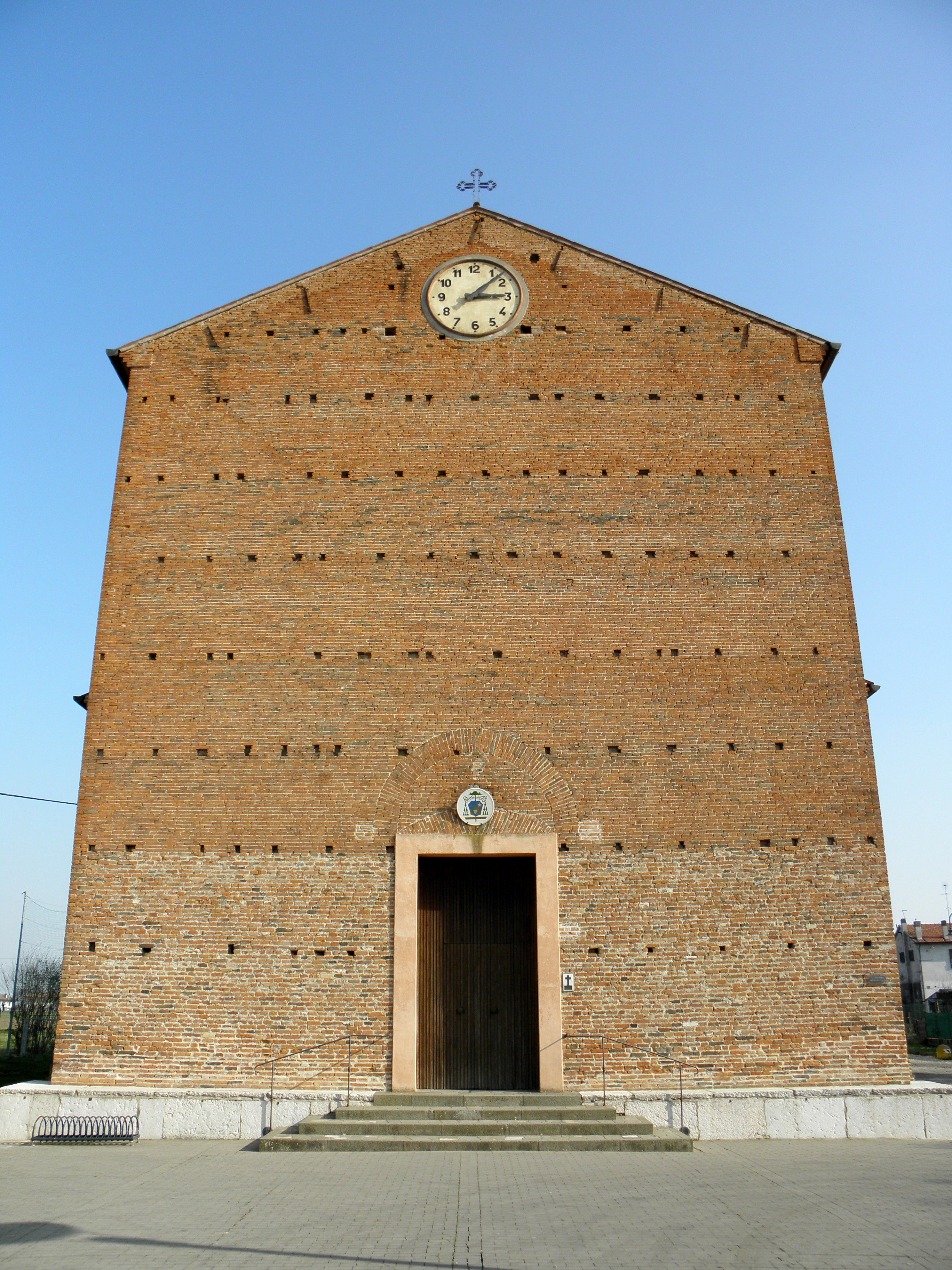
La facciata della chiesa.

Dalla relazione della visita pastorale del vicario Zerbinati nel 1542 s'apprende che la chiesa disponeva di due altari, ovvero quello maggiore, dedicato a Santa Margherita, ed un altro, presso il quale sorgeva il fonte battesimale, intitolato a Sant'Urbano Papa. La chiesa viene descritta nel 1604 come in pessime condizioni. Il tetto ed il pavimento erano mal ridotti e i muri erano collabenti. Per questo, più d'un secolo dopo, nella seconda metà del Settecento, la chiesa, per volere dell'allora parroco don Giacomo Miazzi, venne restaurata e dotata di tre nuovi altari marmorei, quello maggiore e due laterali dedicati alla Madonna del Rosario e alla Beata Vergine del Parto.

Tra il 1772 ed il 1801, grazie all'interessamento del parroco don Francesco Antonio Mazzetto, vennero riedificati il presbiterio, il coro e la sacrestia. Durante la visita di Carlo Pio Ravasi del 1816, vengono menzionati cinque altari.

Il 26 aprile del 1864 le truppe dell'Esercito imperiale austriaco in ritirata distrussero interamente la chiesa di Sarzano, poiché impediva loro la visuale del campo di battaglia. 
La prima pietra dell'attuale parrocchiale, voluta dal nuovo parroco don Domenico Marini, venne posta nel 1869. La chiesa, progettata dell'architetto Alessandro Bragadin, venne benedetta e aperta al culto nel 1876.
La torre campanaria fu terminata nel 1920, mentre nel 1927 la parrocchiale venne consacrata dal vescovo Anselmo Rizzi.
Sia nel 1984 che nel 1993 venne rifatto il tetto mentre verso il termine degli anni 2000 venne restaurato l'interno della chiesa.